# Stefán Jóhann Stefánsson
Stefán Jóhann Stefánsson (20 de julio de 1894 - 20 de octubre de 1980), político de Islandia. Fue primer ministro de su país entre el 4 de febrero de 1947 y el 6 de diciembre de 1949.
Fue elegido para el Althingi (Parlamento) en 1934, pero no resultó reelecto en 1937. Fue ministro de Asuntos Sociales entre 1939 y 1941, y luego de Asuntos Exteriores y Sociales desde el 18 de noviembre de 1941 hasta el 17 de enero de 1942. Fue el primero en ocupar el actual cargo de ministro de Asuntos Exteriores en su país. Entre 1942 y 1953 ocupó un escaño nuevamente en el Althingi. Fue jefe del hoy desaparecido Partido Social Demócrata (Alþýðuflokkurinn) desde 1938 hasta 1952. Se desempeñó como embajador de Islandia en Dinamarca entre 1957 y 1965.
- Datos: Q962257